# Ерёменко, Константин Викторович
Константи́н Ви́кторович Ерёменко (5 августа 1970, Днепропетровск — 18 марта 2010, Москва) — российский спортсмен, заслуженный мастер спорта, игрок в мини-футбол. Признан лучшим игроком мини-футбола XX века. В официальных матчах забил 1132 мяча.
Известен своими выступлениями за московскую «Дину» и сборную России по мини-футболу, вершиной которых стало завоевание золота чемпионата Европы по мини-футболу 1999 году. После завершения игровой карьеры стал президентом мини-футбольного клуба «Динамо», также занимал руководящие должности в Ассоциации мини-футбола России.

## Спортивная карьера

### Футбол
Константин Викторович Ерёменко родился 5 августа 1970 года в Днепропетровске. Воспитанник школы «Днепр-75». Первый тренер — Игорь Леонтьевич Ветрогонов.
В 1988—1990 годах играл в «большом» футболе. Провёл один матч на чемпионате СССР 1988 года за днепропетровский «Днепр» — 14 ноября в домашнем матче против «Динамо» Минск (4:3) вышел на 82-й минуте. «Днепр» к тому времени уже обеспечил себе золотые медали чемпионата, основной состав улетел на международный турнир в Марокко, и в последней игре выступали дублёры. Сам футболист признавал, что в «большом футболе» ему было тяжело и он не мог выдержать весь матч. По словам основателя мини-футбольного клуба «Дина» Сергея Козлова, у Ерёменко был конфликт с тренером «Днепра» Леонидом Колтуном, что повлияло на уход Константина из команды.
Желая иметь постоянную игровую практику, Ерёменко покинул «Днепр». Сначала в 1989 году играл за «Селенгу», а в 1990 году — в «Тракторе» из Павлодара и Алге. В «Тракторе» его взял под опеку Станислав Берников — работал с ним над физикой и техникой.

### Мини-футбол: клубная карьера
К мини-футболу пристрастился ещё в Днепропетровске, любил играть на малых площадках. Поэтому, когда вернулся в Днепропетровск, с радостью принял приглашение местного мини-футбольного клуба «Механизатор», заявившегося на чемпионат СССР по мини-футболу. В составе «Механизатора» стал обладателем единственного Кубка СССР по мини-футболу в 1990 году.
В сентябре 1991 года Константин Ерёменко и Олег Солодовник стали участниками скандала: они избили в Днепропетровске администратора клуба «Механизатор», за что были исключены из команды. Ерёменко тут же перешёл в московскую «Дину», которая появилась месяцем ранее. В её составе он завоевал около двух десятков командных трофеев и установил множество личных достижений. В частности, восемь раз подряд становился лучшим бомбардиром чемпионата России.
Ерёменко был самым высокооплачиваемым игроком клуба, получая зарплату в размере 11 тысяч долларов без учёта премиальных (другие игроки зарабатывали от 2 до 5 тысяч долларов). В то же время Ерёменко имел тяжёлый характер, поскольку не признавал над собой какого-либо верховодства: президент «Дины» Козлов считал себя едва ли не единственным, кто мог повлиять на игрока. Несколько раз ему приходилось влиять на Ерёменко: однажды он заставил его извиниться за некорректное интервью и даже дал книгу с баснями Крылова в назидание.
С 1993 по 2000 годы Ерёменко становился бессменным чемпионом России по мини-футболу с «Диной», завоевав 8 титулов. Также он выиграл семь Кубков России, дважды выиграл Кубок высшей лиги, трижды выигрывал Турнир европейских чемпионов (1995, 1997, 1999), а также завоевал в 1997 году Межконтинентальный кубок.
В официальных матчах он забил всего 1132 гола. С 972 забитыми голами он считается лучшим бомбардиром в истории клуба «Дина». Также он является рекордсменом по числу голов в чемпионате России (533 гола), Кубке России (210), Кубке Высшей лиги (46), Турнире европейских чемпионов и Межконтинентальном кубке (61 гол). В 1994 году он сыграл 32 матча в чемпионате России и забил 91 гол, что считается «вечным» рекордом.

### Карьера в сборной
Ерёменко является лучшим бомбардиром в истории сборной России по мини-футболу со 122 мячами. Он отличился ещё в первом в истории матче сборной СССР по мини-футболу, забив гол в ворота сборной Венгрии. На чемпионате мира 1992 года он забил 15 из 20 мячей россиян и едва не стал лучшим бомбардиром турнира, хотя провёл всего три матча вместо восьми, сыгранными полуфиналистами турнира.
В составе российской сборной в 1996 году он стал бронзовым призёром чемпионата мира, а на чемпионатах Европы собрал полный комплект наград: бронзовые медали 2001 года, серебряные медали 1996 года и золотые медали 1999 года. Именно гол Ерёменко и его решающий удар в послематчевой серии пенальти позволили сборной России победить в финале Испанию и выиграть чемпионат Европы в 1999 году.

### Стиль игры
Имел следующие антропометрические данные: рост 190 см, вес 84 кг. Легко работал с мячом, чётко взаимодействовал с партнёрами, за один раз мог обыграть двух или даже трёх противников. Боролся за каждый мяч.

## Завершение карьеры игрока
Ещё с 1996 года у Ерёменко стали фиксироваться отклонения в работе сердца, переходившие в опасную форму. После чемпионата Европы 1999 года ситуация только ухудшилась, и клуб «Дина» приобрёл дефибриллятор на случай чрезвычайной ситуации, а Ерёменко стали реже допускать к матчам. Проведённое в 2000 году в Бакулевском центре обследование организма показало, что стенка миокарда в организме стала слишком тонкой и была полностью изношена, что грозило инфарктом даже вне футбола.
Сергей Козлов решил отправить Ерёменко на экспериментальное лечение в Грецию ко врачу, который использовал некий аппарат для воздействия электромагнитными импульсами на кору головного мозга. После курса лечения и очередного обследования врачи констатировали, что стенка миокарда стала толще. Врач настаивал на том, чтобы Ерёменко ездил каждые полгода, однако игрок посетил его всего два раза. В 2000 году он провёл последний полноценный сезон в мини-футболе за «Дину», даже при этом дав расписку, что сознательно идёт на риск и продолжение игровой карьеры. Официальной причиной ухода из мини-футбола назывался обнаруженный врачами риск внезапной смерти от врождённого порока сердца.
В начале сентября 2001 года стало известно о грядущем завершении Ерёменко карьеры игрока. 5 ноября 2001 Ерёменко провёл свой прощальный матч: в матче между клубом «Дина» и сборной мира (2:5) он сыграл за обе команды, а за 16 секунд до конца игры забил гол в пустые ворота «Дины», установив окончательный счёт в матче. При этом Ерёменко позже неоднократно заявлял, что здоровье позволяло ему ещё поиграть какое-то время: по мнению Козлова, Ерёменко всерьёз считал, что его «убрали» из мини-футбола под выдуманным предлогом, и эта обида вскоре выросла в большой конфликт

## Государственная карьера
После завершения карьеры игрока Ерёменко работал главным специалистом отдела анализа и координации финансово-хозяйственной деятельности образовательных учреждений информационно-аналитического центра главного управления кадров МВД России, подполковник.
С 1 июня 2004 года по 13 мая 2009 года — член Совета Федерации Федерального Собрания Российской Федерации — представитель в Совете Федерации Федерального Собрания Российской Федерации от администрации Воронежской области.
С 11 марта 2005 — член Комитета Совета Федерации по бюджету и член Временной комиссии Совета Федерации по международному техническому и гуманитарному сотрудничеству.
С 15 ноября 2006 — член Комиссии Совета Федерации по делам молодёжи и спорту.
С 27 мая 2009 — член Совета Федерации Федерального Собрания Российской Федерации — представитель в Совете Федерации Федерального Собрания Российской Федерации от законодательного органа государственной власти Воронежской области.
Член Комитета Совета Федерации по обороне и безопасности, член Комиссии Совета Федерации по жилищной политике и жилищно-коммунальному хозяйству и член Комиссии Совета Федерации по физической культуре, спорту и развитию олимпийского движения.

## Административная карьера в спорте
Ерёменко стал первым президентом Суперлиги мини-футбола России. С 2002 года и до конца жизни работал президентом МФК «Динамо» (шестикратный чемпион России, трёхкратный обладатель кубка России, обладатель Кубка УЕФА 2006/07).
По словам Сергея Козлова, дальнейшая деятельность Ерёменко как спортивного чиновника чуть не привела к банкротству «Дины». Козлов утверждает, что между ним и бессменным лидером команды возник серьёзный конфликт, который подогревался возможной обидой Ерёменко на клуб, который якобы вынудил его уйти из мини-футбола. Незадолго до своей смерти Константин встретился с Сергеем и выразил сожаление по поводу всех скандалов и разногласий, имевших место после завершения игровой карьеры. Уже на похоронах Ерёменко его отец попросил прощения у Козлова за поступки сына

## Личная жизнь
В 1995 году окончил Волгоградский государственный институт физической культуры. В 2005 году окончил Академию труда и социальных отношений в Москве.
Будучи самым высокооплачиваемым игроком «Дины», Ерёменко ездил за рулём Volvo, в то время как его одноклубники и другие игроки чаще управляли ВАЗ-2109.
Однажды Ерёменко был арестован и отправлен в КПЗ по факту избиения человека. По словам Сергея Козлова, игрок повздорил на дороге с водителем, устроив с ним драку и не заметив, что сзади в том же потоке стояла патрульная машина. Супруга администратора «Дины» Геннадия Стручалина, работавшая в милиции, сообщила руководству клуба о задержании Константина: в отделение приехала делегация во главе с вице-президентом клуба Валерием Фомичевым. После долгих уговоров они убедили потерпевшего забрать заявление.
Также во время выступлений за «Дину» Ерёменко под влиянием Козлова пристрастился к литературе: Козлов дарил ему разные книги, в том числе произведения Байрона, Драйзера и Джеймса Олдриджа, которые они затем обсуждали.

## Смерть
Проблемы со здоровьем преследовали Ерёменко и после завершения игровой карьеры. Хотя он утверждал, что здоровье позволяло ему поиграть ещё достаточно времени, в матчах ветеранов у него случались обмороки и приступы. В дальнейшем ему пришлось лечиться в разных странах, в том числе и в Германии.
Ерёменко умер в результате сердечной недостаточности. 18 марта 2010 года он играл в футбол на малой спортивной арене «Динамо». В 18:30 ему стало плохо, было зафиксировано состояние близкое к коме, «скорая» отвезла его в Боткинскую больницу. Несмотря на полуторачасовые реанимационные действия, Ерёменко скончался. Похоронен 21 марта на Троекуровском кладбище Москвы.

## Память
- В 2010 году Кубку легенд (турнир для футболистов—ветеранов) присвоено имя Константина Ерёменко[21]
- В 2014 году Ассоциацией мини-футбола России учреждён Кубок Ерёменко по футзалу (турнир для лучших клубов СНГ)[22].

## Награды
- Медаль «В память 850-летия Москвы» (1997)[17]

## Достижения

### Командные достижения
- Бронзовый призёр чемпионата мира по мини-футболу: 1996
- Чемпион Европы по мини-футболу: 1999
- Серебряный призёр чемпионата Европы по мини-футболу: 1996
- Бронзовый призёр чемпионата Европы по мини-футболу: 2001
- Чемпион СНГ по мини-футболу: 1992
- Чемпион России по мини-футболу (8): 1992/93, 1993/94, 1994/95, 1995/96, 1996/97, 1997/98, 1998/99, 1999/2000
- Обладатель Кубка СССР по мини-футболу: 1991
- Обладатель Кубка России по мини-футболу (7): 1992, 1993, 1995, 1996, 1997, 1998, 1999
- Победитель Турнира европейских чемпионов по мини-футболу (3): 1995, 1997, 1999
- Обладатель Межконтинентального кубка по мини-футболу: 1997
- Обладатель Кубка Легенд по футболу (2): 2009, 2010

### Личные достижения
- Лучший игрок чемпионата России (3): 1993/94, 1995/96, 1998/99
- Лучший нападающий чемпионата России (4): 1991, 1992, 1994/95, 1999/00
- Лучший бомбардир чемпионата Европы по мини-футболу (2): 1996, 1999
- Лучший бомбардир чемпионата России по мини-футболу (8): 1992—1999
- Забил 1132 мяча в официальных матчах.
- Лучший в истории бомбардир «Дины» (972)
- Лучший в истории бомбардир сборной России (122)
- Лучший в истории бомбардир чемпионата России (533)
- Лучший в истории бомбардир Кубка России (210)
- Лучший в истории бомбардир Кубка высшей лиги (46)
- Лучший в истории бомбардир Турнира Европейских Чемпионов и Межконтинентального Кубка (61)
- Обладатель «вечного» рекорда — 91 мяч в 32 играх чемпионата России-94[7]

## Статистика выступлений

### Клубная статистика
| Клуб        | Сезон   | Чемпионат | Чемпионат | Кубок | Кубок | ТЕЧ  | ТЕЧ  | МК   | МК   |
| Клуб        | Сезон   | Игры      | Голы      | Игры  | Голы  | Игры | Голы | Игры | Голы |
| ----------- | ------- | --------- | --------- | ----- | ----- | ---- | ---- | ---- | ---- |
| Механизатор | 1991    | 10        | 14        | ?     | 21    | -    | -    | -    | -    |
| Дина        | 1992    | 15        | 25        | ?     | ?     | -    | -    | -    | -    |
| Дина        | 1992/93 | 27        | 74        | ?     | ?     | -    | -    | -    | -    |
| Дина        | 1993/94 | 32        | 91        | ?     | ?     | 2    | 5    | -    | -    |
| Дина        | 1994/95 | 25        | 56        | ?     | ?     | 3    | 11   | -    | -    |
| Дина        | 1995/96 | 24        | 51        | ?     | ?     | 3    | 7    | -    | -    |
| Дина        | 1996/97 | 24        | 54        | ?     | ?     | 4    | 10   | -    | -    |
| Дина        | 1997/98 | 23        | 55        | ?     | ?     | 4    | 9    | 3    | 2    |
| Дина        | 1998/99 | 29        | 60        | ?     | ?     | 4    | 8    | 3    | 2    |
| Дина        | 1999/00 | 13        | 24        | ?     | ?     | 0    | 0    | 3    | 3    |
| Дина        | 2000/01 | 23        | 29        | ?     | ?     |      |      | 3    | 4    |
| Дина        | Всего   | 245       | 533       | ?     | 189   | 20   | 50   | 12   | 11   |